# Mauro c'ha da fare
Mauro c'ha da fare è un film commedia del 2015 diretto da Alessandro Di Robilant.

## Trama
Mauro Magazzino è un trentenne laureato in filosofia ed economia che vive in un piccolo paese del sud Italia. Nonostante i suoi successi accademici, non riesce a trovare un lavoro adeguato. Il posto di dottorato che desiderava ardentemente viene assegnato a un raccomandato, e la sua fidanzata lo abbandona per un esaminatore anziano e ridicolo. 
Frustrato dalla sua situazione, Mauro diventa prigioniero della sua intelligenza, che lo porta a comportamenti tragicomici.
Mauro si scontra con un mondo che non valorizza i suoi talenti e si rifiuta di accettare aiuti o compromessi. La sua determinazione lo porta a punire il sindaco negligente e il direttore di banca che ha negato un mutuo a una coppia di vicini di casa, anche se in quest'ultimo caso prende di mira la persona sbagliata. Le sue azioni lo rendono un eroe vendicatore in un contesto di ingiustizie e soprusi quotidiani.
Nonostante i suoi sforzi, Mauro non riesce a trovare stabilità: si scontra con la domestica in scene comiche, spaventa potenziali fidanzate con il suo comportamento eccentrico e viene respinto dai datori di lavoro per le sue scenette irriverenti. Rappresenta il "bamboccione" che preoccupa i genitori, simbolo di una generazione senza opportunità concrete.
Alla fine, proprio quando tutto sembra perduto, Mauro trova un'opportunità che potrebbe finalmente portarlo verso un futuro migliore. Il film si conclude con una nota di speranza, mostrando che anche in un contesto difficile, il riscatto è possibile.